# Gloeomucro luteodiscus
Gloeomucro luteodiscus är en svampart som beskrevs av R.H. Petersen 1985. Gloeomucro luteodiscus ingår i släktet Gloeomucro och familjen Hydnaceae.   Inga underarter finns listade i Catalogue of Life.